# Rugu
Rugu è una circoscrizione rurale (rural ward) della Tanzania situata nel distretto di Karagwe, regione del Kagera. Conta una popolazione di 14 160 abitanti (censimento 2012).